# Uppbo
Uppbo är en ort i Stora Skedvi socken i Säters kommun, Dalarna. 
Uppbo ligger vid Dalälven och riksväg 69 och dess bebyggelse bildar en småort, Uppbo och Nedernora, tillsammans med grannbyn Nedernora. På andra sidan älven ligger Fäggeby.
Genom orten rinner Uppboån som leder sjöarna Hyen och Uppbo tjärns vatten till Dalälven.

## Historia
Vid platsen för den medeltida färjeövergång, Uppbo färja, besegrade Sten Sture den äldre 1470 en upprorsarmé ledd av Erik Karlsson (Vasa) vid vad som kallats slaget vid Uppbo färja. Senare ersattes färjan av en flottbro och idag har Uppbo/Fäggeby en högbro i betong.
Uppbo hade länge ett gästgiveri, som flyttades över Dalälven till Fäggeby på 1850-talet. Närmaste gästgiveri norrut mot Falun var Strand i Vika och söderut fanns nästa gästgiveri i Hedemora.

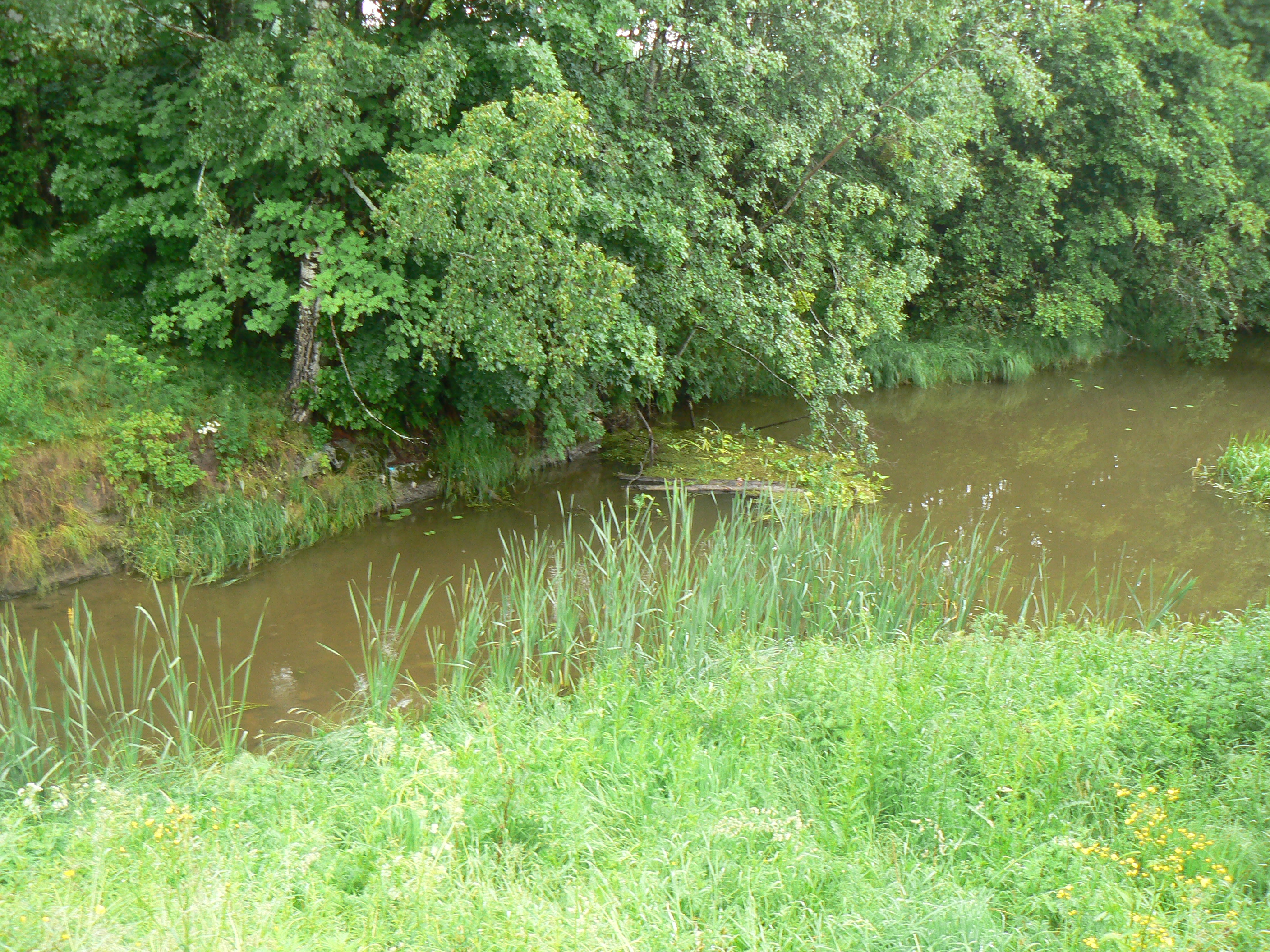
Uppboån.
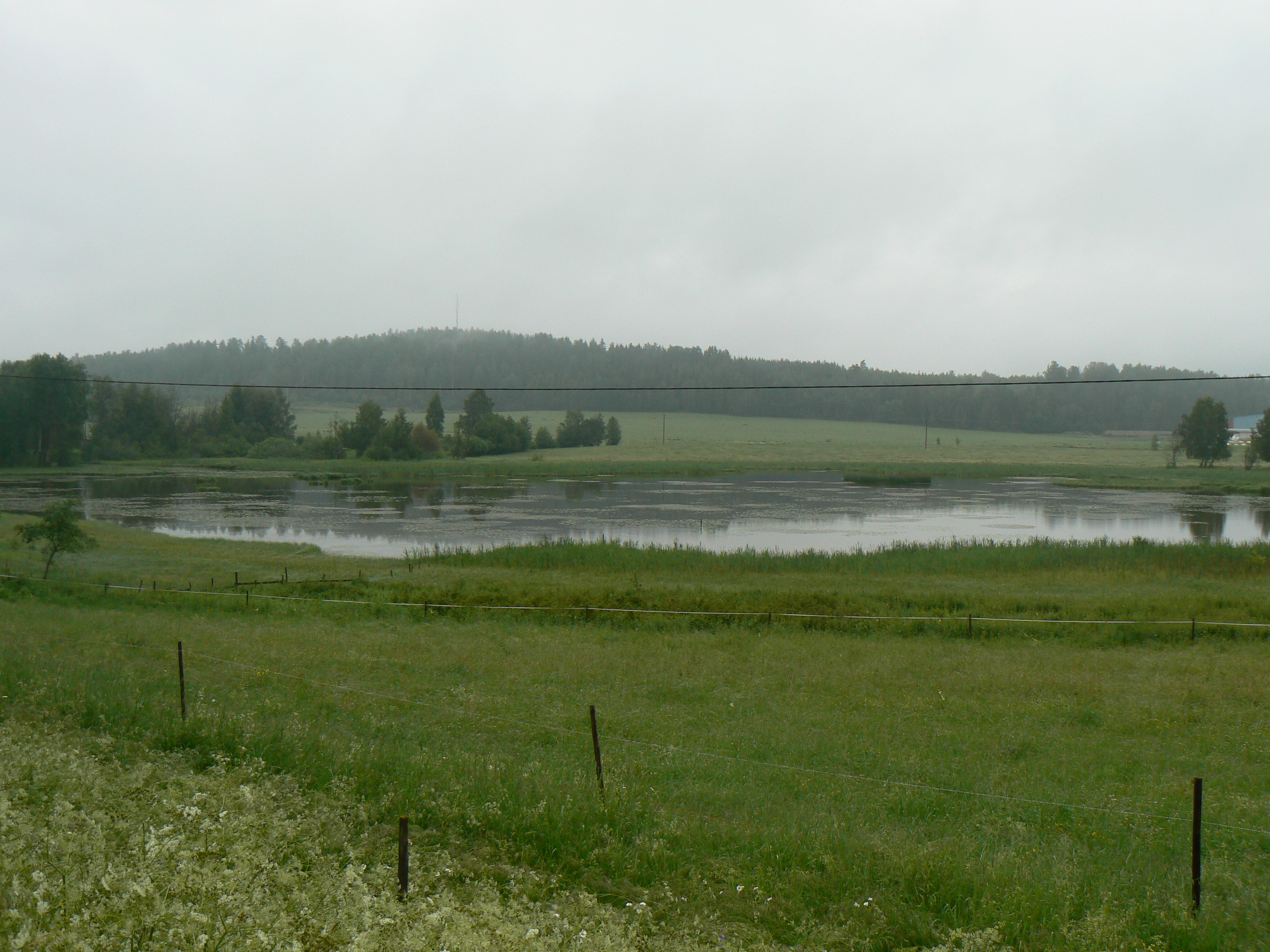
Uppbo tjärn.
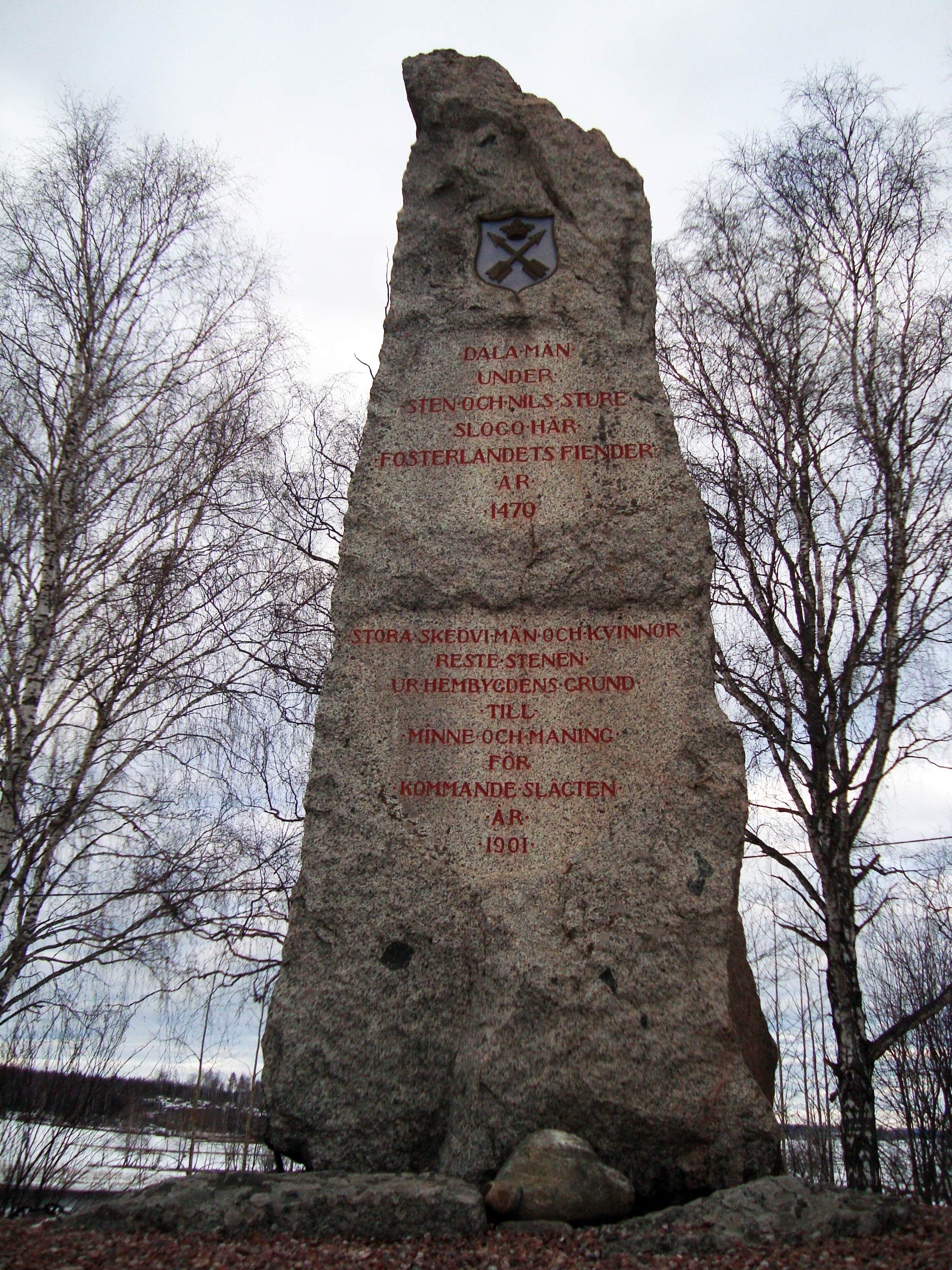
Minnessten över slaget vid Uppbo färja 1470.